# Cantone di Saint-Étienne-du-Valdonnez
Il Cantone di Saint-Étienne-du-Valdonnez è una divisione amministrativa dell'Arrondissement di Mende e dell'Arrondissement di Florac.
È stato costituito a seguito della riforma approvata con decreto del 25 febbraio 2014, che ha avuto attuazione dopo le elezioni dipartimentali del 2015.

## Composizione
Comprendeva inizialmente 25 comuni ridottisi poi a 22 dal 1º gennaio 2016 per effetto delle fusioni dei comuni di Bédouès e Cocurès per formare il nuovo comune di Bédouès-Cocurès, e dei comuni di Fraissinet-de-Lozère, Le Pont-de-Montvert e Saint-Maurice-de-Ventalon per formare il nuovo comune di Pont-de-Montvert-Sud-Mont-Lozère.:
- Altier
- Bagnols-les-Bains
- La Bastide-Puylaurent
- Bédouès-Cocurès
- Le Bleymard
- Les Bondons
- Brenoux
- Chasseradès
- Cubières
- Cubiérettes
- Pont-de-Montvert-Sud-Mont-Lozère
- Lanuéjols
- Mas-d'Orcières
- Pied-de-Borne
- Pourcharesses
- Prévenchères
- Saint-André-Capcèze
- Saint-Bauzile
- Saint-Étienne-du-Valdonnez
- Saint-Julien-du-Tournel
- Vialas
- Villefort